# День инженерных войск
День инженерных войск в России отмечается 21 января. Этот день был установлен в честь формирования инженерных войск в Российской армии (10 (21) января 1701 года Пётр I подписал указ о создании Школы Пушкарского приказа — первой инженерной школы России) и служит напоминанием о важной роли инженеров в обеспечении боеспособности вооруженных сил. Инженерные войска занимаются различными задачами, включая строительство и восстановление мостов, дорог, укреплений, а также разминирование и другие работы, которые способствуют успеху военных операций. Праздник отмечается различными мероприятиями, включая торжественные парады, встречи ветеранов и выставки техники.
Праздник установлен президентским указом в 1996 году. В 2006 году День инженерных войск отнесён к памятным дням в Вооружённых силах Российской Федерации.